# Planet X (Band)
Planet X ist eine US-amerikanische Fusion-Metal-Band.

## Geschichte
Derek Sherinian und Virgil Donati arbeiteten schon auf Sherinians 1999 erschienenen Soloalbum Planet X zusammen und beschlossen noch im selben Jahr, eine Band zu gründen. Als festen Gitarristen fanden sie Tony MacAlpine. Der Bass wurde live und auf den Alben über die Jahre von vielen verschiedenen Gastmusikern gespielt. Seit MacAlpine 2004 die Band verließ, verbleiben Sherinian und Donati als die einzigen festen Mitglieder des Ensembles. Laut Sherinian war seine Intention, eine Gruppe zu gründen, deren Mitglieder „ihre Instrumente so sehr beherrschen, dass sie durch ihr Spiel Angst in die Herzen anderer Musiker bringen“.
Nach Sherinians Aussage ist Planet X die erste „Metal-Fusion“-Band, die ihren Sitz in Südkalifornien hat.
Die CD Quantum erschien im deutschsprachigen Raum am 18. Mai 2007.

## Stil
Die Musik von Planet X ist ausschließlich instrumental. Es werden häufig Dissonanzen und krumme Takte verwendet. Auch Polyrhythmik kommt häufiger vor, zum Beispiel im Stück Midnight Bell, in dem stellenweise Keyboard und Schlagzeug in einer anderen Taktart spielen als die Gitarre.

## Diskografie
- 2000: Universe
- 2002: Live From Oz
- 2002: MoonBabies
- 2007: Quantum